# Арсеньев, Николай Сергеевич (государственный служащий)
Николай Сергеевич Арсеньев (1831—1903) — юрист, сенатор, тайный советник.

## Биография
Родился 28 марта (9 апреля) 1831 года. Происходил из потомственных дворян Тульской и Московской губерний, также числился дворянином Остзейских провинций. У его родителей, Сергея Николаевича Арсеньева (1801—1860) и Надежды Васильевны, урожд. Камыниной (1805—1855) было 5 сыновей и дочь: Дмитрий, Василий, Николай, Евгения, Александр и Лев.
По окончании курса в Училище правоведения (1853) поступил на службу в 1 отделение V департамента Правительствующего сената. В 1856 году был причислен к иркутскому губернскому суду для докладов генерал-губернатору Н. Н. Муравьёву-Амурскому. Вскоре назначен исправлять должность чиновника особых поручений главного управления Восточной Сибири.
В 1860 году назначен чиновником особых поручений при московском генерал-губернаторе П. А. Тучкове и заведующим московским губернским архивом. С 1861 года принимал всестороннее участие по введению в действие крестьянских и судебных реформ. С 1863 года был председателем московской уголовной палаты. В 1866 году назначен товарищем председателя Московского окружного суда, избран почётным мировым судьёй Можайска.
В 1870 году назначен председателем Воронежского окружного суда, а в 1871 — Смоленского окружного суда.
С 4 ноября 1871 года — действительный статский советник; 18 декабря 1877 года был назначен сенатором — в уголовный кассационный департамент Сената, одновременным производством в тайные советники. С 1895 года — в V департаменте Сената.
Имел высшие российские ордена: Св. Владимира 2-й ст. (1894), Св. Анны 1-й ст. (1887), Св. Станислава 1-й ст. (1874).
Скончался 17 (30) мая 1903 года. Похоронен на Гатчинском кладбище.
Женился 5 февраля 1894 года на дочери графа Капниста, Анне Михайловне.